# Last Wave Rockers
Last Wave Rockers è l'album studio di debutto del gruppo ska punk Common Rider, pubblicato nel 1999.

## Tracce
Tutte le canzoni sono state scritte da Jesse Michaels.
1. Classics of Love - 2:21
2. Castaways - 2:14
3. Signal Signal - 2:48
4. Carry On - 2:08
5. Rise or Fall - 1:51
6. True Rulers -  3:09
7. Conscious Burning - 2:58
8. On Broadway - 1:17
9. Heatseekers - 2:04
10. A Place Where We Can Stay - 2:46
11. Walk Down the River - 2:28
12. Rough Redemption - 2:30
13. Deep Spring - 2:07
14. Angels at Play - 1:52
15. Dixie Roadrash - 2:26

## Crediti
- Jesse Michaels - Voce, chitarra
- Mass Giorgini - Basso, voce
- Dan Lumley - batteria
- Ken Vandermark - Sassofono tenore
- Jeff Jacobs - Organo Hammond
- Mark Ardito - Chitarra in Classics of Love e Heatseekers